# Ленінське сільське поселення (Аксайський район)
Ленінське сільське поселення — муніципальне утворення в Аксайському району Ростовської області Росія.
Адміністративний центр поселення — хутір Леніна.
Населення — 4012 осіб (2010 рік).

## Адміністративний устрій
До складу Ленінського сільського поселення належать:
- хутір Леніна — 3547 осіб (2010 рік),
- хутір Маяковського — 465 осіб (2010 рік).